# Idioma uripiv
El Uripiv-Wala-Rano-Atchin es una cadena de dialectos de la isla de Malakula en el archipiélago de Vanuatu.
Pertenece al grupo de lenguas de la costa de Malakula. El uripiv es la más norteña de esas lenguas. Exceptuando la cadena de dialectos, el uripiv aún tiene una concordancia del 85% con el atchin, localizado en el extremo sur.